# Primer gobierno de Rafael Núñez
El Primer gobierno de Rafael Núñez se dio entre el 1 de abril de 1880, y el 1 de abril de 1882 en Colombia. Fue el 15.º gobierno de los Estados Unidos de Colombia, periodo conocido también como el Olimpo radical. Fue el primer gobierno de la llamada por Núñez como la Regeneración.

## Llegada al poder
En las elecciones presidenciales de 1880 fue elegido Rafael Núñez en representación del sector moderado del Partido Liberal con apoyo del Partido Conservador frente a Tomás Rengifo del sector radical del Partido Liberal.
Núñez fue elegido con 7 votos de los estados de Bolívar,Magdalena, Panamá, Cundinamarca, Cauca, Antioquia y Tolima. Mientras que Rengifo solo tuvo 2 votos de los estados de Santander y Boyacá.
Núñez asumió el cargo el 1 de abril de 1880. Se había apartado de las orientaciones del Partido Liberal en 1878, llegando al poder con apoyo de los conservadores y de la Iglesia Católica.

## Gabinete ministerial
| Ministerio                          | Imagen           | Nombre                         | Partido | Periodo                                       |
| ----------------------------------- | ---------------- | ------------------------------ | ------- | --------------------------------------------- |
| Secretario de Gobierno              |                  | Luis Carlos Rico               |         | 1 de abril de 1880 16 de junio de 1880        |
| Secretario de Gobierno              |                  | José Araújo                    |         | 17 de junio de 1880 14 de febrero de 1881     |
| Secretario de Gobierno              |                  | Clímaco Calderón Reyes         |         | 14 de febrero de 1881 25 de noviembre de 1881 |
| Secretario de Gobierno              |                  | Adolfo Vargas                  |         | 25 de noviembre de 1881 31 de marzo de 1882   |
| Secretario de Relaciones exteriores |                  | Eustasio Santamaría            |         | 1880 - 1881                                   |
| Secretario de Relaciones exteriores |                  | Ricardo Becerra                |         | 1881                                          |
| Secretario de Relaciones exteriores | Clímaco Calderón | Clímaco Calderón               |         | 1881 - 1882                                   |
| Secretario de Guerra y Marina       |                  | General Eliseo Payán Hurtado   |         | 1880 1880                                     |
| Secretario de Guerra y Marina       |                  | Antonio Roldán Reyes           |         | 1880 1880                                     |
| Secretario de Guerra y Marina       |                  | General Eliseo Payán Hurtado   |         | 1880 1882                                     |
| Secretario de Guerra y Marina       |                  | Benjamín Noguera               |         | 1882 1882                                     |
| Secretario de Guerra y Marina       |                  | General Juan Nepomuceno Mateus |         | 1882 1882                                     |
| Secretario de Instrucción Pública   |                  | Manuel Amador Fierro           |         | 9 de abril de 1880 17 de julio de 1880        |
| Secretario de Instrucción Pública   |                  | Rafael Pérez                   |         | 17 de julio de 1880 12 de febrero de 1881     |
| Secretario de Instrucción Pública   |                  | Ricardo Becerra                |         | 12 de febrero de 1881 1 de febrero de 1882    |
| Secretario de Instrucción Pública   |                  | Carlos Sáenz E.                |         | 1 de febrero de 1882 4 de abril de 1882       |

## Política interna

### Fundación del Banco Nacional
Fundó el Banco Nacional por medio de la ley 39 del 16 de junio de 1880, antecedente del Banco de la República y reemplazó el valor del patrón oro por papel moneda en los pesos colombianos. El banco entró en operaciones el 1 de enero de 1881.

### Canal de Panamá
Dio inicio a la construcción del Canal de Panamá según el proyecto de Fernando de Lesseps.

### Transporte
En su gobierno se inicia la construcción del Ferrocarril de Girardot,del Ferrocarril de la Sabana, del Ferrocarril de La Dorada, y del Ferrocarril de Santa Marta.
También fomentó la navegación a vapor a través del río Sinú.

## Relaciones exteriores

### Panamericanismo
Promovió la cooperación continental al enviar una delegación colombiana para mediar en la Guerra del Pacífico y organizar una Conferencia Iberoamericana en Panamá en 1882.

### Reconocimiento de la independencia por España
El 30 de enero de 1881, el Reino de España reconoce la independencia de la República de Colombia y firma en París un acuerdo de cooperación, paz y amistad. El tratado fue reconocido por Colombia el 17 de noviembre de 1894. 

## Sociedad
Fundación del Papel periódico ilustrado.

## Fin de gobierno
En medio de la oposición de los oficialistas, buscó que Francisco Javier Zaldúa fuese elegido como su sucesor para que continuara sus reformas. Pero Zaldúa, enfermo y sometido a presiones de uno y otro sector liberal, murió el 21 de diciembre de 1882, ocho meses después de su posesión. En su lugar, tras la declinación del propio Núñez, fue nombrado presidente otro liberal independiente: José Eusebio Otálora. Núñez tenía el camino despejado para ser reelecto en el período 1884-1886, el cual sería su Segundo gobierno.